# Eria murkelensis
Eria murkelensis är en orkidéart som beskrevs av Johannes Jacobus Smith. Eria murkelensis ingår i släktet Eria och familjen orkidéer. Inga underarter finns listade i Catalogue of Life.